# Ситчин, Захария
Заха́рия Си́тчин (11 июля 1920, Баку, Азербайджанская ССР, — 9 октября 2010, Нью-Йорк, США) — американский писатель еврейского происхождения. Получил образование в Лондонской школе экономики и политических наук и Лондонском университете. Приверженец и популяризатор теории о палеоконтакте и инопланетном происхождении человека, которая признана псевдонаучной.
Ситчин приписывал создание древней шумерской культуры Ануннакам, которые, по его словам, были расой разумных пришельцев с планеты, которую он назвал Нибиру. В своих книгах Ситчин утверждает, что в древних шумерских текстах описывается гипотетическая планета Нибиру, которая занимает очень вытянутую эллиптическую орбиту и делает полный оборот вокруг Солнца за 3600 лет. Книги Ситчина разошлись миллионными тиражами по всему миру и были переведены более чем на 25 языков.
Гипотезы и теории Ситчина были отвергнуты научным сообществом. Академики, историки (в том числе шумерологи, востоковеды и ассириологи) и антропологи, отозвались о его работах как о псевдонаучных и псевдоисторических. Его труды подверглись критике за ошибочную методологию, игнорирование общепринятых археологических и исторических свидетельств, а также неточный перевод древних текстов и связанные с этим неверные астрономические выводы.

## Биография
Захария Ситчин родился в еврейской семье в Баку, но вырос в Израиле (тогда — Палестина), где получил знания в области современного и древнего иврита, а также других семитских и европейских языков, по Ветхому Завету, истории и археологии Ближнего Востока.
Окончил Лондонский университет со степенью экономиста, много лет проработал редактором и журналистом в Израиле до своего переезда в Нью-Йорк в 1952 году. Во время работы в качестве руководителя судоходной компании самостоятельно изучил древнеперсидскую клинопись и посетил несколько археологических памятников.

## Исторические и астрономические концепции

### Нибиру
Нибиру, являвшаяся космогоническим понятием шумеро-аккадской мифологии — главный элемент теории Ситчина. Он утверждал, что в шумерской космологии Нибиру была 12-м объектом Солнечной системы (если считать в составе системы 10 планет плюс Солнце и Луна). По его гипотезе, Нибиру — планета X с очень вытянутой, эллиптической орбитой, в перигелии пересекающей Солнечную систему между Марсом и Юпитером примерно каждые 3 600 лет. Также он утверждал, что оттуда на Землю прилетали инопланетяне, известные у шумеров как «ануннаки» и в Библии как «нефилимы» или «исполины» и вошедшие в мировую историю как боги различных древних культур.

### Тиамат
Тиамат, описанная в Энума Элиш, является богиней. У Ситчина, тем не менее, она является планетой, существовавшей в древности, но после столкновения с одним из спутников планеты Мардук (Нибиру) была расколота на две части.
По гипотезе Ситчина, во времена формирования Солнечной системы планета Нибиру, или её спутник, столкнулась с протопланетой, находившейся между Марсом и Юпитером, в результате этого Нибиру приобрела эллиптическую орбиту, сформировалась планета Земля, Луна, пояс астероидов и комет. Ситчин считал шумерское божество Тиамат персонификацией пропланеты, находившейся на месте пояса астероидов. Хотя эта теория и схожа с гипотезой о существовании планеты на месте пояса астероидов и теорией гигантского столкновения об образовании Луны, астрономы не разделяют взглядов автора.
Несмотря на то, что учёные убеждены в невозможности подобного сценария, сторонники Ситчина уверены, что это объясняет причину разделения континентов и природу слоёв в осадочных породах.

### Теологическо-исторические концепции
По Ситчину, на планете Нибиру живут высокоразвитые разумные существа, описанные в месопотамской мифологии как божества ануннаки, которым он приписывает создание шумерской культуры, и отождествляет их с нефилимами (исполинами) более поздней Библии. У планеты Нибиру разрежённая атмосфера, что приводит к охлаждению поверхности. Для создания искусственного щита от выхолаживания требовалось распылять в атмосфере мелкие частички золота. Ради добычи золота аннунаки 450 тысяч лет назад колонизировали Землю, и при сближении Нибиру каждые 3600 лет они прилетали забрать добытое золото.

### Роль ануннаков
В книге 1976 года «Двенадцатая планета» Ситчин пишет, что Аннунаки на самом деле были развитым внеземным гуманоидным видом с планеты Нибиру, чьи представители прибыли на Землю около 500 тыс. лет назад и построили на ней базу для добычи золота, так как планета была богата драгоценными металлами. Сначала они сами добывали руду, но 300 тыс. лет назад среди них возник мятеж из-за непосильного труда в шахтах. Трое верховных аннунаков решали эту проблему: бог Энлиль предложил уничтожить мятежников, бог Ану сжалился над аннунаками, а бог Энки предложил создать им помощников, в результате чего они создали «примитивных рабочих» — людей homo sapiens при помощи генной инженерии, скрестив внеземные гены с генами homo erectus. Кроме того, сами аннунаки могут жить несколько сотен тысяч лет с помощью неких биотехнологий, для чего ими тоже используется золото. Далее, автор предполагает, что Аннунаки были вынуждены временно покинуть поверхность Земли и выйти на орбиту планеты в тот момент, когда антарктические ледники начали таять, вызвав Всемирный потоп, также разрушивший базы Ануннаков на Земле. Их требовалось построить заново, и Ануннаки, нуждаясь в большем количестве людей, были вынуждены научить человечество сельскому хозяйству.

## Критика
В своих трудах Ситчин игнорирует научные факты и делает ошибки, его идеи не выдерживают профессиональной критики. Несмотря на это, они популярны у любителей теорий, далёких от научных знаний.
Многие последователи идей Ситчина предсказывали, что конец света в 2012 году должен был произойти из-за гравитационного влияния Нибиру, которая якобы в этом году должна была пролететь мимо Земли.
Теории Ситчина подвергаются критике из-за низкого качества перевода и интерпретаций древних текстов, как противоречащие астрономическим и другим научным данным. Особо критикуется его буквальное толкование мифов, которые он считает документальным описанием событий.
Американский историк Рональд Фритц, известный своей критикой псевдоархеологических идей, пишет, что, по словам Ситчина, «Аннунаки построили пирамиды и прочие монументальные сооружения древнего мира, возведение которых сторонники теории палеоконтакта считают невозможным без использования высокоразвитых технологий». Ситчин развивал эти идеи и в более поздних своих книгах (в их числе — «Лестница в небеса» (The Stairway to Heaven, 1980) и «Войны богов и людей» (The Wars of Gods and Men, 1985)). В книге «Конец дней: Армагеддон и пророчество о возвращении» (The End of Days: Armageddon and the Prophecy of the Return, 2007) Ситчин заявляет, что Аннунаки вернутся на Землю, возможно, уже в 2012 году, что соответствует концу мезоамериканского календаря длинного счёта. Труды Ситчина были повсеместно отвергнуты ведущими мировыми историками, которые отнесли его книги к разряду псевдоисторических. Учёные утверждают, что Ситчин намеренно искажает шумерские тексты, цитируя их вне контекста, сокращает цитаты и неправильно переводит шумерские слова, чтобы придать им совершенно другие значения в сравнении с общепринятыми.

### Перевод и интерпретация древних текстов
Майкл С. Хейзер, исследователь древних языков, нашёл много ошибок в переводах Ситчина, указывая на то, что он вырывал слова из контекста и значительно искажал их смысл. Роджер В. Вескотт, профессор антропологии и лингвистики университета Дрю, штат Нью-Джерси, в своем обзоре книги Ситчина «Двенадцатая планета» отмечает любительский уровень его познаний шумерского языка:
Познания Ситчина в области лингвистики как минимум насколько же любительские, как и в антропологии, биологии и астрономии. Например, на стр.370, он утверждает, что «все древние языки … включая ранний китайский … восходят к одному основному источнику — шумерскому языку». Однако, конечно же, шумерский язык фактически являет собой архетип того, что лингвисты-систематики называют изолированными языками, то есть он не попадает ни в одну из известных языковых семей и не демонстрирует чёткого родства с любым из известных языков. Даже если предположить, что Ситчин имеет в виду не разговорный язык, а только письменность, то весьма маловероятно, что даже такое предположение можно было бы сколь-нибудь убедительно доказать, так как шумерским идеограммам предшествовали письмена азильской и тэртэрийской культур на территории Европы, а также различные виды письменности на территориях между реками Нил и Инд.
Ситчин аргументирует свои выводы с помощью выполненных лично им переводов донубийских и шумерских текстов и таблички VA 243, утверждая, что эти древние цивилизации знали 12 планет, тогда как по научным данным в то время было известно только 5 планет. Сотни шумерских астрономических табличек и календарей были расшифрованы и записаны, и общее число планет на каждой табличке было 5. Табличка VA 243 имеет 12 точек, которые Ситчин объясняет как планеты. На ней есть надпись «Ты его Слуга» (англ. - "You’re his Servant"), которая может быть сообщением дворянина слуге. Согласно семитологу Майклу С. Хейзеру, называемое Ситчиным «солнце» — не шумерский символ, а звезда, как и другие точки. Символ солнца на этой табличке не имеет ничего общего с сотнями шумерских символов солнца в других документах.

### Астрономические и научные нестыковки
Планетарное столкновение у Ситчина представлено поверхностно и схоже с теорией гигантского столкновения и формирования Луны приблизительно 4,5 миллиарда лет назад телом, взаимодействующим с недавно сформированной Землёй. Однако, предложенные теории Ситчина о планетарных столкновениях отличаются по времени и другим деталям. Как и психиатр и исследователь космоса Иммануил Великовский в работе «Столкновение миров» (1950), Ситчин утверждает, что нашёл доказательства древних человеческих знаний о необычных астрономических движениях в различных мифах. В случае Великовского эти межпланетные столкновения были до начала появления человечества, тогда как у Ситчина они произошли во время раннего планетарного формирования и об этих событиях людям стало известно благодаря иноземной расе с Нибиру.
В то время как сценарий возникновения Солнечной системы у Ситчина труден для согласования с маленькими размерами эксцентриситета Земли (0,0167), сторонники Ситчина объясняют это своеобразным строением планеты из-за раскола во время межпланетного столкновения, то есть расположение крупнейших континентов на одном полушарии и огромного океана на другом.
Сценарий Ситчина, где Нибиру возвращается во внутреннюю солнечную систему каждые 3600 лет, подразумевает орбиту с большой полуосью в 235 астрономических единиц, с отдалением от пояса астероидов в 12 раз, дальше орбиты Плутона. Элементарный метод малого параметра означает, что при самых благоприятных условиях избежания близких столкновений с другими планетами, ни одно тело с такой эксцентричной орбитой не сохранило бы тот же период за 2 оборота. Под воздействием 12 орбит объект будет вытеснен на меньшую орбиту. Таким образом, теория существования планеты за орбитой Плутона, поиском которой занимался Том ван Фландерн и Ситчин, с помощью военно-морской обсерватории США, не имеет веских обоснований.
Ситчин заявляет, что с самого начала нефилимы существовали на Нибиру ещё за 45 млн лет до начала формирования Земли с потенциально более благоприятным климатом. Такое вряд ли возможно, и можно сказать без преувеличения, что вряд ли Нибиру 99 % своего времени находилась за орбитой Плутона. Объяснение Ситчина о том, что тепло от радиоактивного распада и слабая атмосфера сохраняла тепло на Нибиру, абсурдно и не связано с проблемой темноты в глубоком космосе. Абсурдной является сама возможность существования жизни в поясе Койпера и облаке Оорта, где нет солнечного света и тепла, и температура космических объектов приближается к -270 °C. Также остаётся необъяснённым факт, как нефилимы прибыли и узнали, что произошло при первом их появлении в солнечной системе.
Ситчин в статье «Чужеродные гены Адама» заявляет, что 223 уникальных гена, обнаруженных Международным Консорциумом по Секвенированию Человеческого Генома, не имеют предшественников в эволюции. Позже этот вывод Консорциума был подвергнут сомнению ввиду недостаточности базы данных генов для сравнения. Анализы Стивена Сальзберга обнаружили 40 потенциальных генов, переместившихся в геном из прокариотических организмов. Сальзберг аргументирует тем, что потеря генов вместе с эффектом объёма выборки и колебанием скорости эволюции даёт другое, биологически более правдоподобное объяснение.

### Толкование мифов
Питер Джеймс критиковал его как за зацикленность только на Месопотамии, так и за неправильное толкование вавилонской литературы:
Он использует Энума Элиш как обоснование своей космогонии, видит в молодом боге Мардуке (свергающего с престола старших богов и создающего Землю) неизвестную 12-ю планету. Для этого он представляет вавилонскую теогонию как фактическое описание рождения других 11 планет. Вавилонские имена планет установлены без тени сомнения: Иштар – богиня Венеры, Нергал – Марса, Мардук – Юпитера – это подтверждается сотнями астрономических и астрологических глиняных табличек, учебниками и папирусами из античной эпохи. Ситчин совсем не обращает внимания на это и связывает планетные божества с вавилонскими богами. Например, Абзу, бог первобытных вод, становится, подумать только, Солнцем! Энки (Эа) – по Ситчину и Нептун и бог из плоти и крови. И отождествление Иштар с Венерой, центральной фигурой в религии Месопотамии, нигде не упоминается в книге – Ситчин напротив же, произвольно связывает Венеру с другим божеством из Энума Элиш, а Иштар называет богиней из плоти и крови.
Вильям Ирвин Томпсон также критикует Ситчина «за его буквализм».
Майкл С. Хейзер отмечал любительский уровень знания Ситчиным как шумерологии, так и других связанных с его теорией наук. Также отмечается, что в шумерских источниках нет ни названия Нибиру планетой, ни какой-либо её связи с ануннаками.

### «Летающая тарелка» на Синае
Одно из самых известных заявлений Ситчина было сделано в ноябре 1977 года, когда он зафрахтовал самолёт в Израиле и совершил перелёт на Синайский полуостров с целью изучения предполагаемого пути Моисея из Египта в Палестину, поиска горы Синай и Моисеевой пещеры. Достигнув Синая, Ситчин сделал несколько фотографий одной из его вершин Гебель-эль-Брук, а после того, как вернулся в Нью-Йорк и распечатал фотографии, обнаружил белое круглое пятно на фоне коричнево-серого ландшафта. Фотографии породили теорию о том, что на фото был запечатлён летательный аппарат некоей внеземной цивилизации, представители которой якобы посещали Землю в эпоху Моисея. Попытки Ситчина исследовать эль-Брук в дальнейшем потерпели неудачу, поскольку Синай перешёл под контроль Египта, а египетские власти отказывали Ситчину как гражданину Израиля в дальнейших исследованиях: весной 1994 года Ситчин предпринял очередную попытку, подлетев к горе и обнаружив странный объект, однако аппарат детально разглядеть не смог.
Теория палеоконтакта на Синае имела большую популярность среди исследователей НЛО и сторонников теории вплоть до 2006 года (см. книги российского уфолога Владимира Ажажи и др.), когда в Египте побывала российская экспедиция уфолога Вадима Черноброва, в составе которой был советский лётчик-космонавт Георгий Гречко. Экспедиция осложнялась тем, что маршрут полёта Ситчина и координаты были тщательно им зашифрованы, а в русском переводе его трудов были допущены несколько грубых ошибок, сбивших экспедицию Гречко с пути,  сделанные же новые фотографии указанных вершин искомого белого дискообразного объекта не содержали. Тем не менее, экспедиция всё же добралась до указанной Ситчиным вершины Эль-Брук, ширина которой, по подсчётам учёных, составляла не менее двадцати четырёх метров. Летательным аппаратом оказались несколько округлых «блинов», которые образовались в результате выветривания слоистой скальной породы, а белый цвет им придавал белый алебастр. Чернобров полагал, что Ситчин, ретушируя фотографию с целью усиления контрастности по требованиям полиграфии, мог ввести общественность в заблуждение и добавить несуществующие детали в свой отчёт, а Гречко и вовсе выразил сомнения в том, что Сичтин является ответственным исследователем.

## Книги Ситчина
1. Ситчин З. «Двенадцатая Планета» = The 12th Planet. — М.: Изд-во Эксмо, 2005. — С. 432. — ISBN 5-699-11090-9. (1976 г.)
2. Ситчин З. «Лестница в небо. В поисках бессмертия» = The Stairway to Heaven. — М.: Изд-во Эксмо, 2005. — С. 448. — ISBN 5-699-10691-X. (1980 г.)
3. Ситчин З. «Войны богов и людей» = The Wars of Gods and Men. — Новая Планета, 2000. — С. 384. — ISBN 5-89776-005-5. (1985 г.)
4. Ситчин З. «Потерянные царства» = The Lost Realms. — М.: Изд-во Эксмо, 2004. — С. 416. — ISBN 5-699-07895-9. (1990 г.)
5. Ситчин З. «Назад в будущее» = Genesis Revisited: Is Modern Science Catching Up With Ancient Knowledge? — М.: Изд-во Эксмо, 2004. — С. 416. — ISBN 5-699-06717-5. (1991 г.)
6. Ситчин З. «Армагеддон откладывается» = When Time Began. — М.: Изд-во Эксмо, 2004. — С. 448. — ISBN 5-699-06996-8. (1993 г.)
7. Ситчин З. «Божество 12-й планеты» = Divine Encounters: A Guide to Visions, Angels and Other Emissaries. — М.: Изд-во Эксмо, 2007. — С. 400. — ISBN 978-5-699-18584-9. (1995 г.)
8. Ситчин З. «Космический код. Генная инженерия богов» = The Cosmic Code. — М.: Изд-во Эксмо, 2005. — С. 320. — ISBN 5-699-10740-1. (1998 г.)
9. Ситчин З. «Колыбели цивилизаций» = Jorneys to the Mythical Past. — М.: Изд-во Эксмо, 2008. — С. 316. — ISBN 978-5-699-18258-9. (2004 г.)
10. Ситчин З. «Боги Армагеддона» = The End of Days. — М.: Изд-во Эксмо, 2009. — С. 352. — ISBN 978-5-699-34899-2. (2007 г.)
11. Ситчин З. «Потерянная книга Энки: Воспоминания и пророчества неземного Бога» = The Lost Book of Enki: Memoirs and Prophecies of an Extraterrestrial god. — М.: АСТ, Астрель, 2010. — С. 352. — ISBN 978-5-17-067155-7, 978-5-271-27874-7. (2010 г.)